# Minnitaki Lake
Der Minnitaki Lake ist ein See im Kenora District im Südwesten der kanadischen Provinz Ontario.

## Lage
Der Minnitaki Lake wird vom English River von Süden nach Norden durchflossen. Der See hat eine Fläche von 188,8 km². Die maximale Wassertiefe liegt bei 49 m, die mittlere Wassertiefe bei 18 m. Über die Abram Rapids verlässt das Wasser des Minnitaki Lake den See zum benachbarten nördlich gelegenen Abram Lake. Sioux Lookout, der einzige größere Ort in der Umgebung, liegt 10 km nördlich des Sees.

## Seefauna
Im Minnitaki-Abram-Pelican-Botsford-Seensystem werden folgende Fischarten gefangen: Glasaugenbarsch, Kanadischer Zander, Forellen- und Schwarzbarsch, Hecht, Muskellunge, Amerikanischer Flussbarsch, Sonnenbarsche, Amerikanischer Seesaibling und Heringsmaräne. Der Fang des See-Störs ist ganzjährig verboten.